# Lluís Torres i Bosch
Lluís Torres i Bosch (Arbúcies, 18 d'octubre del 1899 – Barcelona, 2 d'abril del 1981) va ser un mestre de música i compositor molt vinculat a Arbúcies.

## Biografia
De família de músics, estudià música a Barcelona, a l'Acadèmia Granados, on tingué de professors els mestres Mas i Serracant (solfeig, teoria i harmonia), Morera (piano), Enric Granados (a qui servà veneració tota la vida) i, a la mort d'aquest darrer el 1916, Frank Marshall. Amplià la seva formació en el Conservatori del Liceu amb el professor Munné (violí). Durant la seva estada barcelonina, Lluís Torres es guanyava la vida tocant el violí a l'orquestra del Liceu i actuant en cafès i restaurants amb conjunts de música i músics com Joan Dotras i Vila, Francesc Clot i Campmany, Josep Xapellí i Melé (aquests dos, futurs integrants de la Banda Municipal de Barcelona) i Josep Puertas (un nom molt vinculat al jazz barceloní). En acabant els estudis el 1920 tornà a la seva vila natal, on substituí Francesc Vilaró de mestre de música, i es dedicà a promoure conjunts corals i musicals, com portar la direcció de la Coral Arbucienca, i a la pedagogia -amb alumnes com Fèlix Graells-. L'any 1926 acompanyà al piano el destacat violinista i pedagog Joan Massià en el concert benèfic que es va fer al "Casino Arbucienc". Lluís Torres fundà el 1930 el primer conjunt de la població, Els Rítmics i, el 1941, la cobla-orquestra Trébol, que es mantingué fins a la jubilació del mestre el 1965. Es va implicar molt en la vida arbucienca, i participà en gran quantitat d'activitats: les caramelles, els Pastorets, diversos festivals musicals, l'orgue i la direcció del cor parroquial. A les seves darreries, en els anys 70, visqué a Sant Hilari Sacalm, població on ajudà a desvetllar una inquietud musical que culminà en la inauguració de l'Escola de Música el 1978.
Compongué algunes peces corals, la més coneguda de les quals La Cegueta, amb lletra de mossèn Cinto. També va ser autor de música lleugera, sacra, nadales i, especialment, sardanes. També posà música a diverses sarsueles de l'arbucienc Ramon Ferrer i Monplet.
Arbúcies li dedicà un homenatge ciutadà el 20 de maig del 1972. Li té dedicat un carrer i batejà amb el seu nom l'Escola de Música (1988).

## Obres
- Cant del rossinyol, per a cor
- La cegueta, per a cor, amb lletra de Jacint Verdaguer
- Dia de Nadal, nadala
- En aquesta nit de fred, nadala
- La nit de Nadal, nadala

### Sardanes
- A la font del Briançó
- Aires de Catalunya, té versió coral
- L'aplec d'Arbúcies
- Arbúcies, jardí del Montseny (1968), dedicada a l'alcalde Joaquim Riera i Vila, té versió coral. Enregistrada en el LP Arbúcies, sardanes per la cobla Vila de Blanes  (Barcelona: Àudio-visuals de Sarrià, 1992. Ref. 21.1514)
- Caterina
- Dansa catalana, amb lletra de d'Antoni Vives i Batlle
- En Joan i la Maria Rosa
- La font de la Passera Alta
- Paisatge (1950)
- La petita Maria Pietat
- La pubilla de Pujalts
- El Salt de la Dona d'aigua
- La sardana de les Fonts, enregistrada per la cobla Bisbal Jove en el disc compacte Sardanes a la plaça (Girona: Música Global, 2005. Ref. 52205), té versió coral
- Vallclara